# 2016年尼斯襲擊事件
2016年尼斯袭击，是2016年7月14日在法國尼斯的一場恐怖襲擊事件。突尼斯裔法国人穆罕默德·拉豪杰·布赫莱勒蓄意驾驶一辆货车撞向在法国尼斯盎格鲁街庆祝國慶日的人群，隨後又向民眾開槍，造成至少86人喪生。袭击者一边以Z字形驾驶货车向人群衝撞，一边高喊“真主至大”。最终他被警方击毙。这是自2015年1月7日的查理周刊总部枪击案和2015年11月13日的2015年11月巴黎袭击事件之后法国发生的第三起較大型的恐怖袭击。
伊斯兰国於7月16日宣稱本次襲擊是其所為。

## 背景

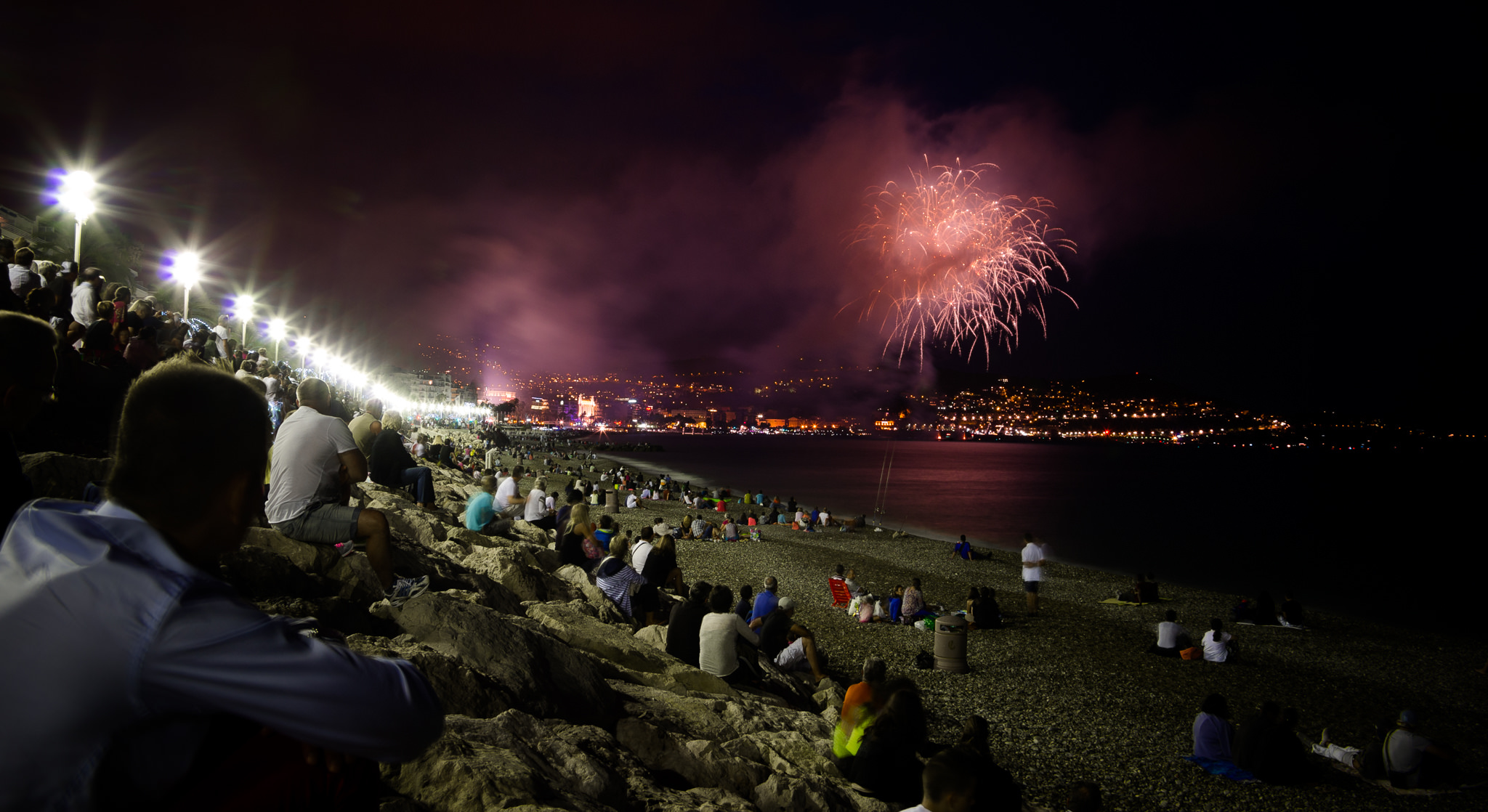
2014年法国国庆日盎格鲁街焰火表演

袭击当天上午，法国总统弗朗索瓦·奥朗德重申2015年11月巴黎袭击事件后实施的紧急状态将于2016年7月26日环法自行车赛后结束。法国刚办完2016年欧洲足球锦标赛，期间该国落实了广泛的措施，并部署了众多军人。事件接续了包括2014年第戎袭击和2014年南特袭击在内的一连串针对平民的驾车袭击，伊斯兰国和基地组织都鼓励生活在西方国家的同情者实施这样的袭击。
在尼斯，7月14日晚，数千人会在海滨大街欣赏焰火，庆祝国庆日。

## 過程

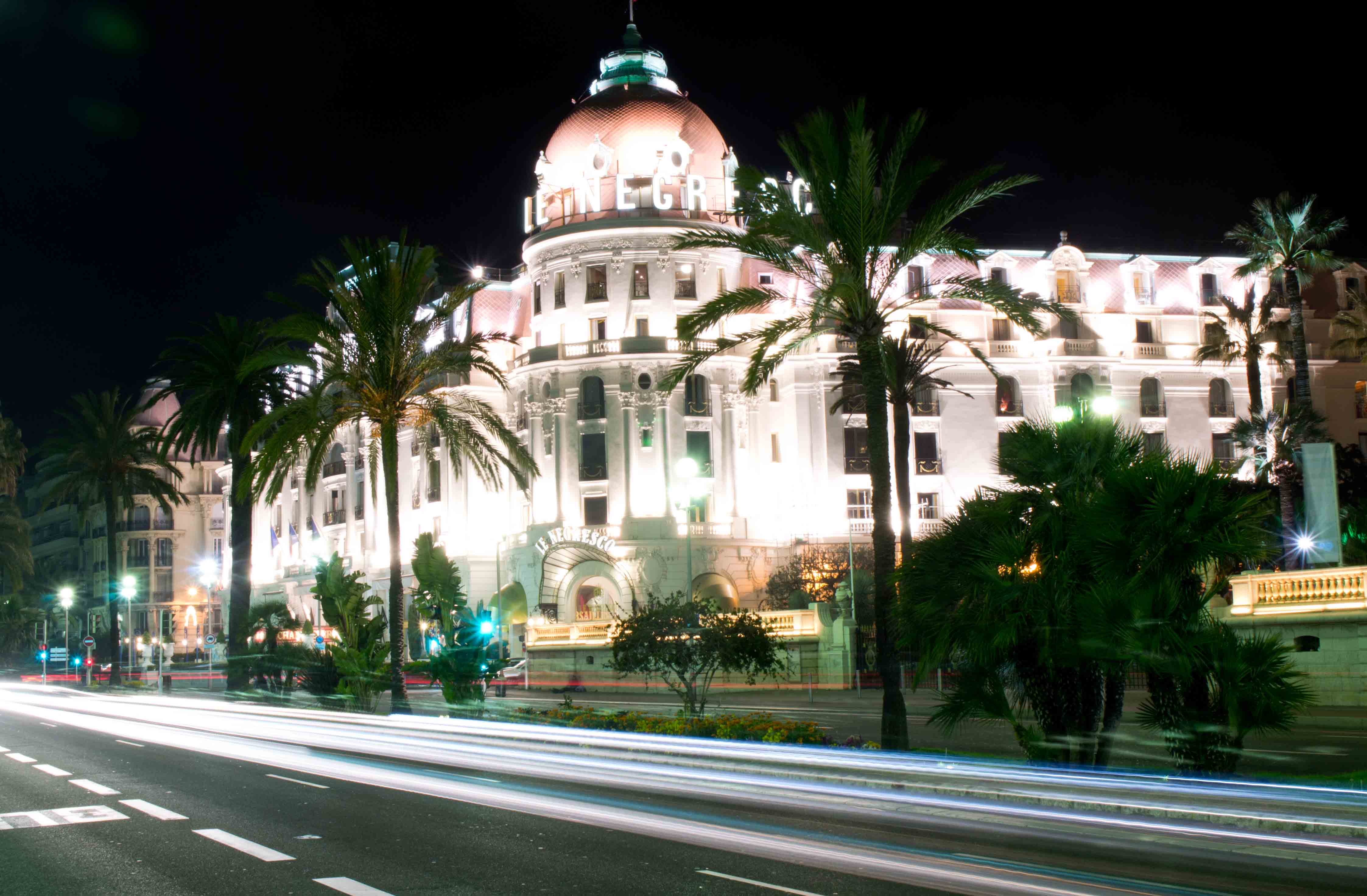
卡车停车点、海滨大道上的内格雷斯科酒店后来被用作医院

当地时间22时10分许，即事发前30分钟，一辆白色大货车被看见驶近盎格鲁海滨大道，开车不正常。之后货车转向海滨大道，冲向朝西南方冲过去。
煙火表演刚在当地时间22点40分结束时，货车撞坏伦瓦尔（Lenval）儿童医院对面的路障。一名摩托车手试着超过货车，并打开驾驶员一侧的车门，但倒在了货车车轮底下。附近两位警察目睹这一幕随即向货车开枪。此时，司机加速，驶向东北方，猛冲向长廊的人群，突然转向撞到行人。警方尝试开枪阻止他，司机向警方和人流开火还击。货车继续行驶两公里，撞死或弄伤行人。目击者表示，有人曾跳向货车，分散并吸引司机的火力，同时警方在地中海宫酒店附近包围车辆。车子最终被枪火扫射，司机被毙。
警方在货车上搜获一枚弹匣、一枚手榴弹、翻版卡拉什尼科夫步枪和M16步枪。

## 兇徒

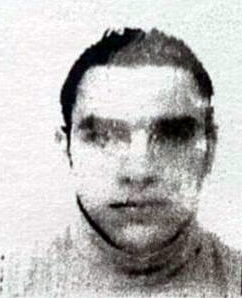
袭击者穆罕默德·拉胡艾杰·布赫莱勒的居留许可证照片。

法国媒体认定嫌犯为31岁的突尼斯籍男子穆罕默德·拉胡艾杰·布赫莱勒，有尼斯的生活和永久居住权。据报道他有财务困难，曾当过司机，在袭击发生约一年前获得货车驾驶证。作案的大貨車是他在事發前數天租用的。布赫莱勒的父母已离婚，住在法国。据媒体报道，布赫莱勒因此前五次刑事犯罪，特别是持枪暴力行为被警方注意到。他于事发约一个月前因疲劳驾驶引发交通事故被捕，案发时仍受司法监督。然而他没有被法国当局认定为国家安全威胁（S卡）。
目击者曾表示布赫莱勒在袭击期间曾高喊“真主至大”，但这些报告未被官员证实。据他的邻居表示，他没有去过清真寺祈祷，对宗教并不十分感兴趣。布赫莱勒妻子的表兄也证实这一点。
突尼斯當局未發現他在突尼斯境内参与任何恐怖主义活动。然而，他因与跟毒品和接近酒精相关罪行有关系而被当局注意。法国检察官表示，袭击“承载着圣战恐怖主义的标志”，但没有组织声称对袭击负责，法国官员初步调查表明布赫莱勒跟任何国际恐怖组织都没有联系。
法国总理曼努埃尔·瓦尔斯表示，嫌犯“很可能跟伊斯兰教激进派有着联系”，在法国国内外打击恐怖主义和伊斯兰教激进派的“战争”背景下策动袭击。这种说法立刻被法国内政部长贝尔纳·卡泽纳夫驳回，表示“我们有个没有因跟伊斯兰教激进派有活动而被情报部门注意的个人”，谁也不能确认袭击者的动机跟伊斯兰圣战有关联。
布赫莱勒有犯轻罪的历史，但跟最近在法国策动袭击的恐怖组织或极端武装分子不同，屬於孤狼罪犯，然而犯罪防治學家指出，在法國本地受到歧視的移民與第二代，因為文化排斥而融入困難，很容易被極端宗教思想所擄獲、煽動，特別是傳聲能力強大的伊斯蘭國就宣稱過鼓勵在歐洲的穆斯林發動「個人聖戰」，必然相當可能以單方面的宣傳與此類潛在攻擊者搭上關係。
另一方面，有官員懷疑布赫莱勒在發動恐襲前實行塔基亞隱瞞宗教信仰，以避免成為執法當局注意對象。

## 死亡和受伤
| 国籍       | 罹难 | 受伤 | 参                          |
| ---------- | ---- | ---- | --------------------------- |
| 阿尔及利亚 | 5    |      | [ 31 ]                      |
| 亞美尼亞   | 1    |      | [ 32 ] [ 33 ]               |
|            |      | 5    | [ 34 ] [ 35 ]               |
| 比利时     | 1    | 1    | [ 36 ]                      |
| 巴西       | 2    | 3    | [ 37 ] [ 38 ] [ 39 ]        |
| 中國       |      | 2    | [ 40 ]                      |
| 捷克       |      | 1    | [ 41 ]                      |
| 爱沙尼亚   | 2    | 4    | [ 42 ] [ 43 ] [ 44 ]        |
| 法國       | 38   |      | [ 45 ]                      |
|            | 1    |      | [ 46 ]                      |
| 德国       | 3    | 2    | [ 47 ] [ 48 ]               |
| 匈牙利     |      | 1    | [ 49 ]                      |
| 愛爾蘭     |      | 1    | [ 50 ]                      |
| 義大利     | 6    | 3    | [ 51 ] [ 52 ]               |
|            | 4    |      | [ 53 ]                      |
| 马达加斯加 | 2    | 4    | [ 54 ]                      |
| 马来西亚   |      | 1    | [ 55 ]                      |
| 摩洛哥     | 4    | 1    | [ 56 ]                      |
| 荷蘭       |      | 3    | [ 57 ]                      |
| 波蘭       | 2    |      | [ 58 ]                      |
| 葡萄牙     |      | 4    | [ 59 ]                      |
| 羅馬尼亞   | 1    | 4    | [ 60 ] [ 31 ] [ 61 ]        |
| 俄羅斯     | 2    | 3    | [ 62 ] [ 31 ] [ 44 ] [ 63 ] |
| 新加坡     |      | 1    | [ 32 ] [ 64 ]               |
| 瑞士       | 2    |      | [ 32 ] [ 36 ]               |
| 突尼西亞   | 4    |      | [ 31 ] [ 65 ]               |
| 乌克兰     | 1    | 2    | [ 66 ]                      |
| 英国       | 1    | 1    | [ 31 ] [ 67 ]               |
| 美国       | 3    |      | [ 32 ] [ 68 ] [ 69 ]        |
| 目前未確認 | 1    | 162  |                             |
| 總計       | 84+  | 202  | [ 23 ]                      |

布赫莱勒杀死84人（至2016年7月15日），撞伤202人，其中52人重伤，25人第二天仍需要靠仪器维持生命。至少有10名儿童或青少年受伤。多名外国人死亡。伊朗记者玛丽亚·维奥莱特（Maryam Violet）表示受害者中有穆斯林，她看到有些人穿着希贾布或说阿拉伯语。後來的報道把受傷人數調高至超過300人。
英国政府表示有名英国人受伤。柏林（德国）教育局表示，他们两位来自夏洛滕堡宝拉亲王社区学校（Paula-Fürst-Gemeinschaftsschule）的高中生和一名老师遇害。两名美国人（一名51岁男子和他11岁的儿子）、两名突尼斯人和一名21岁俄罗斯女性遇害。
法國官員於2016年8月19日表示第86名遇難者於醫院搶救無效死亡。

## 調查
7月15日，警方拘捕布赫莱勒的妻子和一名男子，次日拘捕另外3名男子。7月21日，檢察官在記者會上表示布赫莱勒有5名同黨，被起訴的疑犯包括2名法國籍突尼斯人、1名突尼斯人、1名阿尔巴尼亚人和1名擁有法國國籍的阿爾巴尼亞女子。該2名阿爾巴尼亞人是夫婦，被懷疑向布赫莱勒提供武器。檢察官稱本次恐襲在事前經過數個月策劃，布赫莱勒早於2015年已開始研究如何發動襲擊。

## 各方反应
尼斯警方利用社交媒体，尤其是Twitter帮助其他人找到庇护所。他们利用了在最近发生在法国的其他袭击中使用过的标签的改版#PortesOuvertesNice（尼斯开门）。
法国总统弗朗索瓦·奥朗德从阿维尼翁回到巴黎，召开针对袭击事件的内政部紧急会议。奥朗德于2016年7月15日早上在巴黎发表全国电视讲话，宣布未来针对恐怖主义的措施，包括将此前定于7月26日结束的紧急状态延长三个月。他还宣布部署更多的安全人员。法国总理曼纽尔·瓦尔斯后来7月16日到18日三日为全国哀悼日。法国内政部长贝尔纳·卡泽纳夫在袭击后立即发动ORSEC计划。
袭击发生后，隶属于伊斯兰国的社交媒体和聊天频道活动频繁。哈里发帝国网络联盟频道发表了一则跟法国有关的信息，用上微笑表情。另一个亲伊斯兰国频道发表了埃菲尔铁塔在火焰中拔地而起的图像。法国官员初步调查出布赫莱勒不属于任何国际恐怖组织。
波兰內政部長馬柳什·布瓦什查克認為本次襲擊是歐盟多年來推行多元文化政策和「政治正確」造成的後果，他表示「這種做法應該就此結束」。

## 後續
2018年6月8日，因為涉嫌向一對阿爾巴尼亞夫婦提供槍械而被捕的38歲阿爾巴尼亞人阿列克桑德·哈薩拉在獄中自縊死亡。該對夫婦在尼斯襲擊發生前把該等槍械轉售給穆罕默德·拉胡艾杰·布赫莱勒。